# Ceraleurodicus neivai
Ceraleurodicus neivai is een halfvleugelig insect uit de familie witte vliegen (Aleyrodidae), onderfamilie Aleurodicinae.
De wetenschappelijke naam van deze soort is voor het eerst geldig gepubliceerd door Bondar in 1928.